# Paul Popescu-Mălăești
Paul Popescu-Mălăești (n. 1904 - d. ?) a fost un inginer român, specialist în radiocomunicații. A fost pionier al radioamatorismului românesc. A realizat unele dintre primele instalații de recepție și emisie românești (1919 - 1926).